# آنتونیو خاسو
آنتونیو خاسو (اسپانیایی: Antonio Jasso‎; ۱۱ مارس ۱۹۳۵ – ۲۶ ژوئن ۲۰۱۳) بازیکن فوتبال اهل مکزیک بود.
از باشگاه‌هایی که در آن بازی کرده‌است می‌توان به باشگاه فوتبال آمریکا اشاره کرد.
وی همچنین در تیم ملی فوتبال مکزیک بازی کرده‌است.